# Straat Bangka (Sumatra)
Straat Bangka (Indonesisch: Selat Bangka) is een zeestraat in Indonesië, gelegen tussen de eilanden Sumatra en Bangka. Het water vormt een deel van de grens tussen de Indonesische provincies Zuid-Sumatra en Bangka-Belitung. De zeestraat verbindt, net als de Straat Karimata en Straat Gaspar, de Javazee met de Zuid-Chinese Zee. De belangrijkste stad aan de Straat Bangka is Muntok op het eiland Bangka. De rivier Musi, de grootste rivier van Sumatra, stroomt aan de Zuidzijde de Straat Bangka in.